# 卡洛斯·馬摩爾

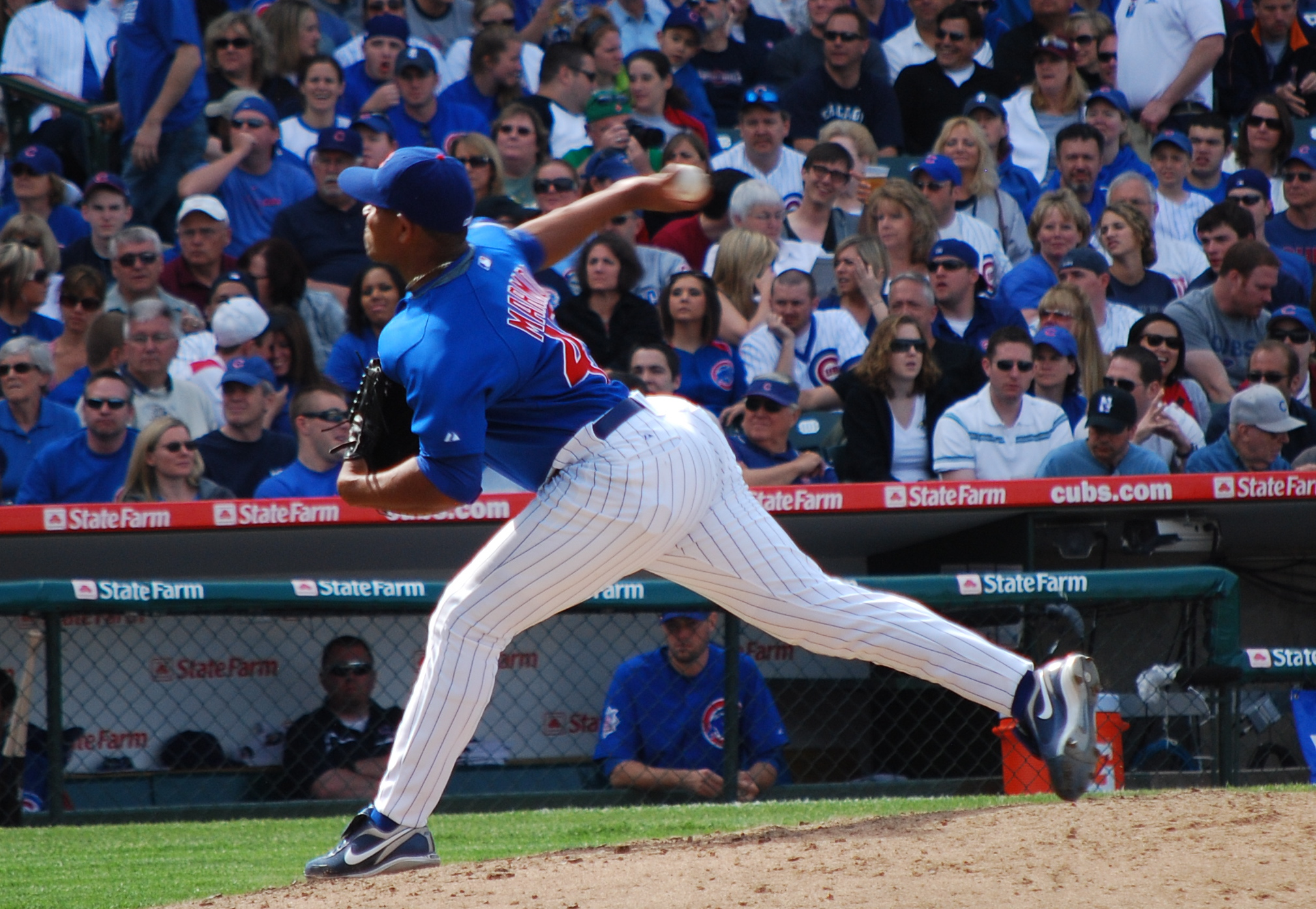
2009年，於芝加哥小熊投球的馬摩爾。

卡洛斯·馬摩爾（英語：Carlos Agustín Mármol，1982年10月14日—）出生於多明尼加共和國的波納鎮，曾為美國職棒大聯盟的終結者。

## 小聯盟
馬摩爾在1999年以自由球員身份和芝加哥小熊簽下合約，在小聯盟初期，他是捕手兼外野手身份，直到2002年才改行當投手，轉任投手時繳出績。在2005年11月，被球隊放入40人名單中。

## 大聯盟生涯

### 2006年－2007年
2006年6月4日，馬摩爾被球隊升上大聯盟，初登板對手為聖路易紅雀，投2局無失分，並送出3次三振。之後因投手凱瑞·伍德受傷進入傷兵名單，球隊讓他擔任先發投手。今年小熊的先發投手，總計是讓7位新人馬摩爾、柳濟國、里奇·希爾、Ángel Guzmán、Sean Marshall、Juan Mateo與Ryan O'Malley等7人擔任。馬摩爾的第1場擔任先發投手的比賽是在7月11日對辛辛那提紅人，主投6局失1分，最後球隊以9：3獲勝，他也拿下大聯盟的第1勝。2006年球季，他在19場出賽有13場是擔任先發投手，投77局繳出6.08防禦率，每9局有6.9次保送。
2007年，在小熊終結者 Ryan Dempster受傷以後，他被叫上大聯盟，並在6月27日對科羅拉多落磯的比賽中，他於第9局燈板投球，並拿下生涯第1個救援成功。今年他被球隊定位為佈局投手，並有優異的表現，總計在69.1局的投球中，繳出1.43防禦率的成績，在大聯盟的救援投手裡面，排名第3位，僅次於西雅圖水手的J. J. Putz和洛杉磯道奇的齋藤隆。

### 2008年－2010年
2008年球季，馬摩爾第一次入選全明星賽，他於13局延長賽投球，並無失分，不過國家聯盟在延長15局時輸掉比賽。2009年球季，伍德離開小熊，原本他有機會擔任球隊終結者，但因球隊補進凱文·葛瑞格，所以馬摩爾並沒有成為球隊的終結者。春訓期間，他在10.1局投球中，投出了5次的觸身球。8月18日以後，由於終結者葛瑞格（56.1局被擊出12發全壘打，大聯盟的救援投手裡面最多的）表現不佳，而由他取代成為球隊的終結者。在今年球季，他在56.1局的投球中投出11次觸身球和52次的保送，每9局有8次保送。
2010年9月，馬摩爾獲得了DHL年度救援王獎 。今年球季總計他在77.3局的投球中，投出138次的三振，每9局有16次的三振，成為大聯盟投50局的救援投手裡面最多的，上一個紀錄是由艾瑞克·蓋尼耶在2003年所保持（每9局14.9次三振）。

### 投球風格
馬摩爾在大聯盟上是屬於側投式的選手，他有三種主要的球種：直線滑球（straight slider）、曲球和變化球，其中滑球是他最厲害的武器，另外他在對付右打者投出變化球時，會很快速的掉下來，並且會偏離打者，而能有效解決打擊者。他有時會投出快速球跟打者纏鬥時，三振能力優秀的馬摩爾，控球卻是一大問題，在他生涯385.1局的投球中，他投出多達252次四壞、35次觸身球、22次暴投。他說：「我從不擔心我的控球，只要能在對方從我手上得分之前拿到3出局就好。你努力練習。這是你要追求的：努力練習，每天進步。你永遠也不會停止學習」。

## 外部連結
- 球員資訊和成績在MLB ，ESPN ，Retrosheet ，Baseball Reference ，Baseball Reference (Minors) ，Fangraphs ，The Baseball Cube （英文）
- Yahoo! Sports Profile（页面存档备份，存于）